# Kamienne szałasy w Beskidzie Małym

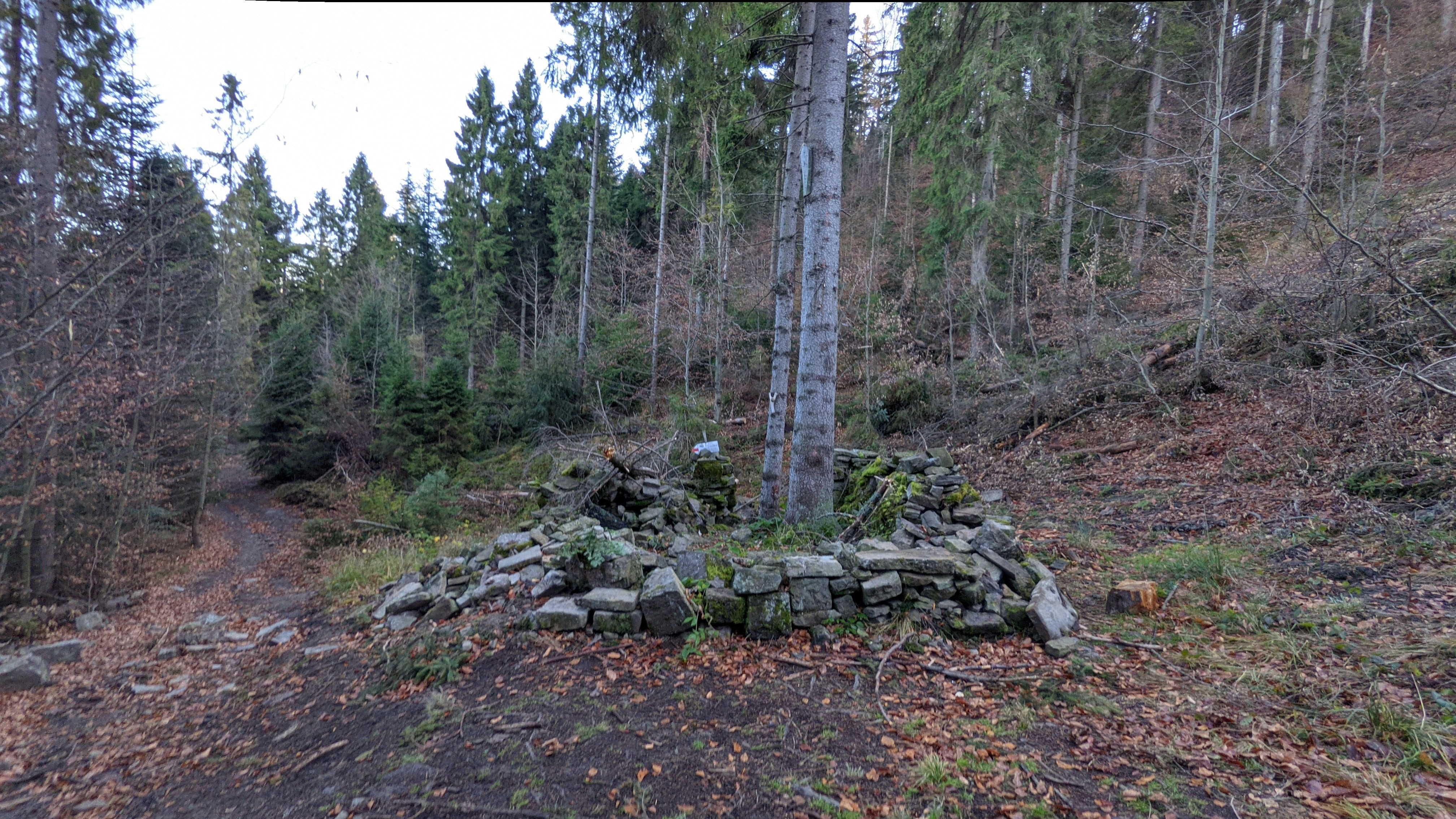
Szałas kamienny na Cisowej Grapie w listopadzie 2021

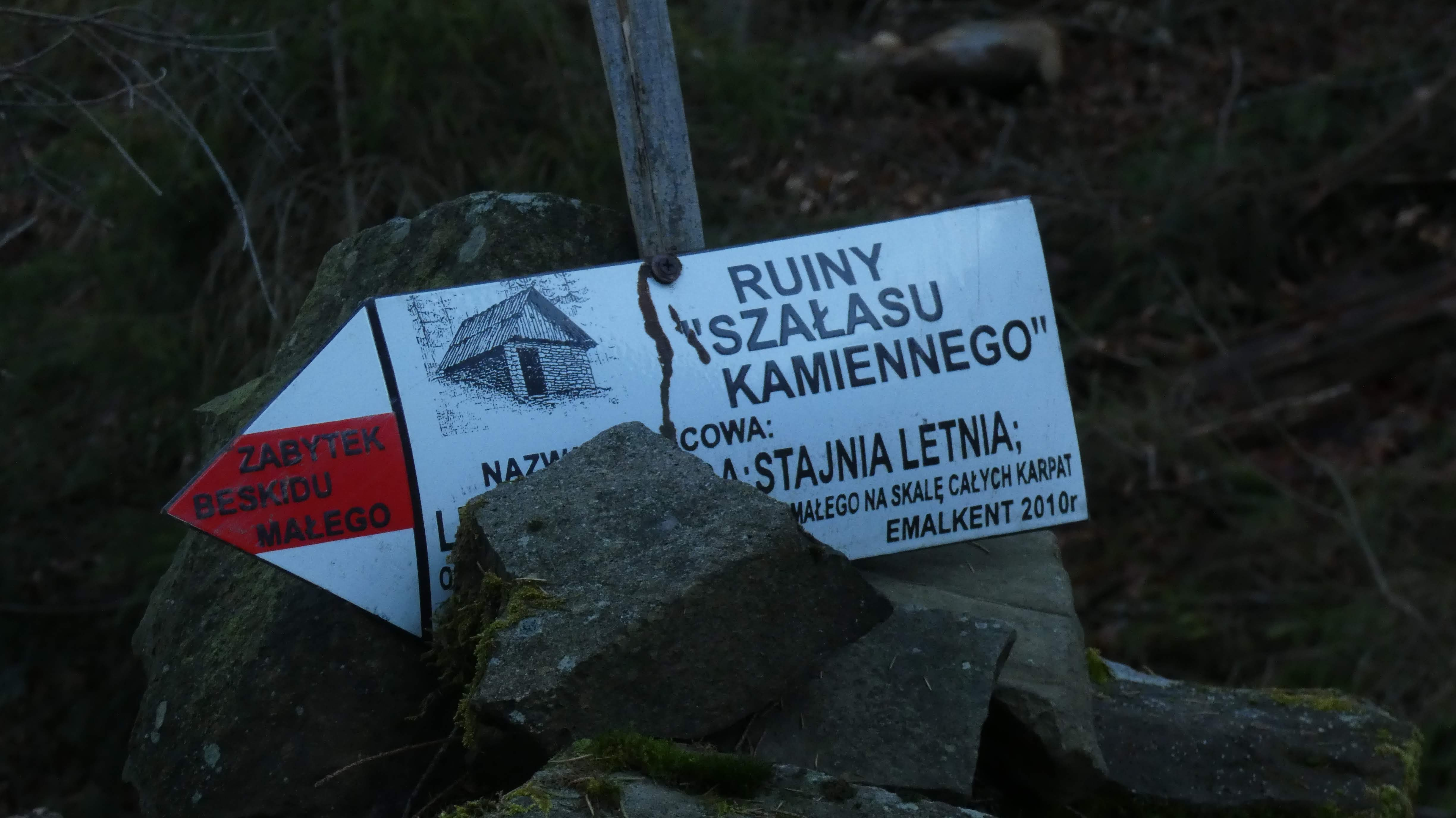
Znak szałasu na Cisowej Grapie zniszczony przez wycinkę.

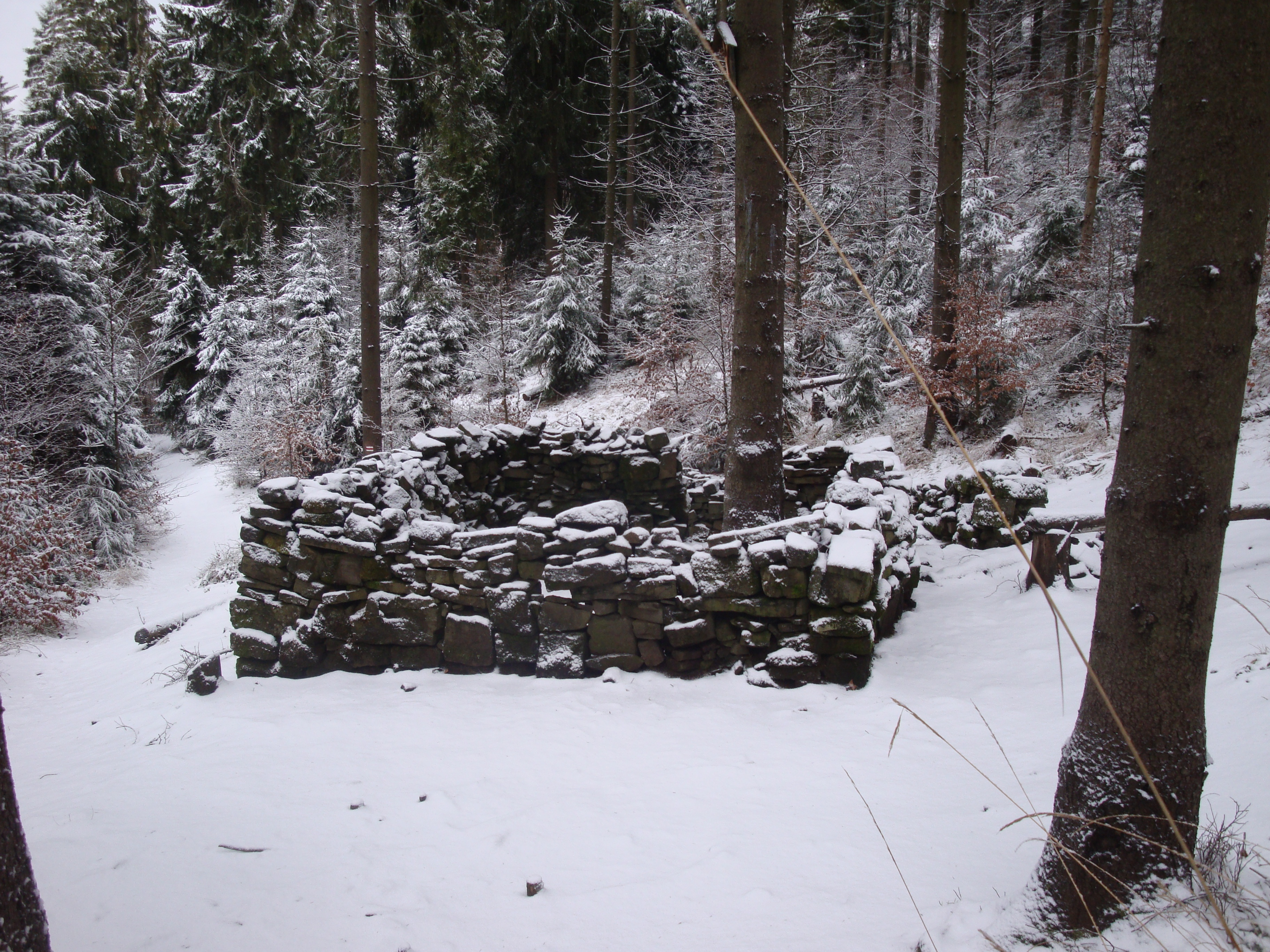
Ruiny kamiennego szałasu na Cisowej Grapie

Kamienne szałasy w Beskidzie Małym – charakterystyczne dla Beskidu Małego i Żywieckiego budowle związane z kulturą pasterską, wywodzące się z kolonizacji wołoskiej.
W odróżnieniu od innych części Karpat w Beskidzie Małym polany podszczytowe, na których wypasano zwierzęta znajdowały się stosunkowo blisko wsi (1–2 godziny marszu), co powodowało, że nie warto było budować solidnych i wygodnych siedzib. Dodatkowo lasy należały do wielkich właścicieli, co rzutowało na wysoką cenę drewna. Budowle potrzebne w gospodarce na polanach stanowiły prymitywne szopy, przeznaczone do przechowywania siana, płodów rolnych oraz jako schronienie dla zwierząt i pasterzy w czasie niepogody.
Cechą charakterystyczną było budowanie szop z kamienia (łatwo dostępnego piaskowca istebniańskiego z pobliskich wychodni). Kamień był zgrubnie obrabiany w bloki o rozmiarach 30-40×10 cm, pozwalających na ręczny transport. Z bloków tych układano ściany szop, nie używając zaprawy ani innego wypełnienia. Mimo tego, ściany o grubości rzędu 40 cm były wystarczająco szczelne. Budowlę (o rozmiarach rzędu 3×4 metry) nakrywał dach dwuspadowy, o konstrukcji krokwiowo-jętkowej, kryty gontem, deskami, a w późniejszych czasach – blachą. Podłogę stanowiło klepisko. Budowla nie miała okien, drewniane drzwi były osadzone w przedniej ścianie. Miejsca do spania bywały urządzone na belkach stropowych, podłogę zajmowały zwierzęta. Spotkać można było umeblowanie w postaci przepołowionego pnia służącego jako stołek/stolik i gwoździ lub kołków do wieszania ubrań.
W pomieszczeniu nie było paleniska. Do gotowania służyła wzniesiona w pobliżu mniejsza budowla.
Szopy budowano w pobliżu źródła wody oraz z dostępem do drogi. W odróżnieniu od zwyczajów tatrzańskich czy gorczańskich, szałasy budowano na samym skraju polany, tuż przy linii drzew, co dawało osłonę od nadmiernego nasłonecznienia, wiatru czy śniegu. W okresie rozkwitu pasterstwa było ich wiele. Na terenie dwóch tylko miejscowości Żarnówka Duża i Żarnówka Mała w 1939 r. było ich około 30.
W drugiej połowie XX wieku, wraz z zanikiem pasterstwa w Beskidzie Małym, szałasy przestały być potrzebne i w większości uległy zniszczeniu. Nieliczne są używane w dalszym ciągu np. jako składy siana. Obecnie kamienne szałasy, a najczęściej tylko ich pozostałości, spotkać można na stokach Magurki Wilkowickiej, Chrobaczej Łąki, Czupla, Suchego Wierchu, Kiczery, Jaworzyny, Żaru, Wielkiej Cisowej Grapy i Przykrzycy. Ostatni zachowany w całości kamienny szałas znajduje się w miejscowości Okrajnik na stokach Przykrzycy. W czasie II wojny światowej ukrywali się w nim partyzanci.
Budowle te właściciele nazywali szopami, stajniami lub kołybami (czyli „kuchenkami“). Nazwę szałas wprowadzili najprawdopodobniej autorzy przewodników turystycznych. Używana obecnie w opracowaniach nazwa „kamienne szałasy” była miejscowej ludności nieznana.